# Маријо
Маријо је словенско име, латинског порекла и представља облик имена „Marius“. Занимљиво је да се користи и као женско име и тада значи „љута“, „оштра“, „опора“, „горка“. И у Србији је ово мушко име и слично имену Марио, представља облик имена Марина. У Словенији је ово име изведено од имена Марјан.

## Популарност
У јужној Аустралији је ово име, као женско, 1999. године било на 715. месту по популарности. И у Хрватској је током 20. века било веома популарно, али као мушко име, посебно седамдесетих година и то чешће међу Хрватима него Србима. Најчешће се јавља у Загребу, Сплиту и Задру. У Словенији је 2007. било на 419. месту по популарности.